# Leucon adelae
Leucon adelae är en kräftdjursart som beskrevs av Petrescu 1991. Leucon adelae ingår i släktet Leucon och familjen Leuconidae.
Artens utbredningsområde är Sydgeorgien. Inga underarter finns listade i Catalogue of Life.